# Ковач Іван Іванович (педагог)
Іван Іванович Ковач (2 червня 1912, село Заріччя, Угочанський комітат, Австро-Угорщина (нині — Закарпатська область, Україна) — 2 листопада 2002, Кошиці
) — діяч руського руху в Підкарпатській Русі, педагог і публіцист.

## Біографія
Закінчив Мукачівську руську гімназію в 1930 році, вищу освіту здобував на юридичному, філологічному та богословському факультетах Карлового університету в Празі, польських та угорських університетах.
У студентські роки Іван Ковач брав участь у російському студентському русі у Чехословаччині: був головою «Центрального союзу підкарпаторуських студентів» та одним із керівників «Союзу російської молоді карпатської Русі».
У 1930-х редагував газету «Наш карпаторусский голос». У 1938 році був членом «Центральної руської народної ради» (Ужгород), в якій виступав за автономію Підкарпатської Русі та збереження територіальної цілісності Чехословаччини . У першому уряді автономної Підкарпатської Русі був секретарем міністра Стефана Фенцика.

### Діяльність під час війни
Під час війни угорська окупаційна влада закликала його спочатку до робочих загонів, потім відправила на східний фронт, де його було заарештовано та звинувачено у пособництві дезертирам. Після розпаду угорської армії служив перекладачем у штабі 2-го Українського фронту. 1945 року Іван Ковач став уповноваженим угорського Червоного хреста у справах колишніх в'язнів нацистських таборів при міжнародній місії Червоного хреста у Празі.
Після закінчення роботи місії залишився у Празі, де організовував карпаторуський студентський рух. Завдяки його діяльності в Празі стали виходити студентська газета «Костёр», літературний альманах «Звезда», брав участь у підготовці та виданні енциклопедичного альманаху «Пряшевщина».
Восени 1948 року був заарештований комуністичною владою Чехословаччини за сфабрикованим звинуваченням в організації спільно з С. Фенциком профашистського руху в Підкарпатській Русі. 1949 року чехословацька влада передала його радянській владі. У СРСР його було засуджено «трійкою» до 10 років таборів, 1956 року справу було закрито. І. Ковачу дозволили повернутися до ЧССР, де його знову ув'язнили в Празі на рік.
Після звільнення з в'язниці працював викладачем російської мови в Університеті імені Шафарика (Кошиці). Протягом 25 років обирався головою «Російського клубу», був організатором та керівником пушкінських фестивалів, пропагував у Словаччині російську культуру. Неодноразово виступав із публіцистичними виступами у пресі проти українізації у Східній Словаччині та Закарпатті.
Помер у Кошиці 2 листопада 2002 року.